# Lista fregat żaglowych United States Navy
Lista fregat żaglowych United States Navy będących „kręgosłupem floty” we wczesnych latach istnienia US Navy.
Fregaty żaglowe Stanów Zjednoczonych były unikatowe ze względu na fakt budowy ich kadłubów z amerykańskiej odmiany dębu. Ten gatunek był bardzo elastyczny dzięki czemu zbudowane zeń kadłuby były bardzo prężne, co przekładało się na większą odporność na ostrzał; w przypadku okrętów innych flot powodowałby zniszczenie. Amerykańskie fregaty były także silnie uzbrojone – nominalnie w 36 do 44 dział, a w rzeczywistości 54 lub więcej, co dawało im siłę ognia porównywalną z okrętami liniowymi trzeciej rangi.

## Continental Navy
| Nazwa              | Typ        | Klasyfikacja        | Lata służby                 | Los/Uwagi                                            |
| ------------------ | ---------- | ------------------- | --------------------------- | ---------------------------------------------------- |
| „Alliance”         | Alliance   | fregata 18-działowa | 1778–1785                   | porzucony w pobliżu Filadelfii                       |
| „Bonhomme Richard” | Massiac    | 42-działowy         | 1779–1779                   | zatopiony po zdobyciu „Serapisa”                     |
| „Boston”           | Boston     | 24-działowy         | 1777–1780                   | zdobyty przez Brytyjczyków                           |
| „Bourbon”          | Alliance   | fregata 18-działowa | 1783                        | nieukończony                                         |
| „Bricole”          |            | 36-działowy         | 1764                        | zbudowany w Hawrze                                   |
| „Confederacy”      | Alliance   | fregata 18-działowa | 1778–1781                   | zdobyty przez Brytyjczyków                           |
| „Congress”         |            | 28-działowy         | 1776–1777                   | nieukończony                                         |
| „Deane”            |            | 24-działowy         | 1778–1783                   | zbudowany w Nantes                                   |
| „Delaware”         |            | 24-działowy         | 1776–1777                   | zdobyty przez Brytyjczyków                           |
| „Effingham”        |            | 28-działowy         | 1777                        | nieukończony                                         |
| „Fox”              | Enterprise | 28-działowy         | 7 czerwca 1777-7 lipca 1777 | zdobyty przez francuską fregatę „Junon”              |
| „Hancock”          | Hancock    | 32-działowy         | 1776–1777                   | zdobyty przez Brytyjczyków                           |
| „Montgomery”       |            | 24-działowy         | 1776–1777                   | zniszczony by nie dopuścić do zdobycia na Hudsonie   |
| „Protector”        |            | 26-działowy         | 1779–1781                   | po zdobyciu przechrzczony na HMS „Hussar”            |
| „Providence”       | Providence | 28-działowy         | 1776–1780                   | zdobyty przez Brytyjczyków                           |
| „Queen of France”  |            | 28-działowy         | 1777–1780                   | zatopiony by nie dopuścić do zdobycia                |
| „Raleigh”          | Hancock    | 32-działowy         | 1776–1778                   | zdobyty przez Brytyjczyków                           |
| „Randolph”         | Randolph   | 32-działowy         | 1776–1778                   | eksplodował podczas bitwy                            |
| „Serapis”          | Roebuck    | 44-działowy         | 1779–?                      | przekazany Francji                                   |
| „South Carolina”   |            | 40-działowy         | 1777–1782                   | zbudowany w Holandii, największy z okrętów wojennych |
| „Truite”           |            | 26-działowy         | 1779–1780                   | zbudowany w Hawrze                                   |
| „Trumbull”         | Providence | 28-działowy         | 1776–1781                   | zdobyty przez Brytyjczyków                           |
| „Virginia”         |            | 28-działowy         | 1776–1778                   | zdobyta przez Brytyjczyków                           |
| „Warren”           | Randolph   | 32-działowy         | 1776–1779                   | zniszczony by nie dopuścić do zdobycia               |
| „Washington”       | Randolph   | 32-działowy         | 1776–1777                   | zniszczony by nie dopuścić do zdobycia               |

## United States Navy
| Nazwa               | Typ           | Klasa     | Klasyfikacja                       | Lata służby         | Los/Uwagi |
| ------------------- | ------------- | --------- | ---------------------------------- | ------------------- | --- |
| „Adams”             |               | II klasa  | 28-działowy                        | 1799–1814           | samozatopiony i spalony by nie dopuścić do zdobycia                                                          |
| „Baltimore”         |               | III klasa | 20-działowy                        | 1798–1801           | sprzedany |
| „Boston”            |               | II klasa  | 28-działowy                        | 1799–1814           | spalony by nie dopuścić do zdobycia                                                                          |
| „Brandywine”        | Potomac       | I klasa   | 50-działowy                        | 1825–1864           | zniszczony przez ogień                                                                                       |
| „Chesapeake”        |               | II klasa  | 36-działowy                        | 1800–1813           | zdobyty przez Brytyjczyków                                                                                   |
| „Columbia”          | Guerriere     | I klasa   | 44-działowy                        | 1813–1814           | spalony by nie dopuścić do zdobycia                                                                          |
| „Columbia”          | Potomac       | I klasa   | 50-działowy                        | 1838–1861           | samozatopiony i spalony by nie dopuścić do zdobycia                                                          |
| „Congress”          | Constellation | II klasa  | 36-działowy (de facto 38-działowy) | 1799–1834           | rozebrany |
| „Congress”          |               | I klasa   | 52-działowy                        | 1841–1862           | zatopiony przez CSS „Virginia”                                                                               |
| „Connecticut”       |               | III klasa | 24-działowy                        | 1799–1801           | sprzedany |
| „Constellation”     | Constellation | II klasa  | 36-działowy (de facto 38-działowy) | 1797–1853           | rozebrany |
| „Constitution”      | Constellation | I klasa   | 54-działowy                        | od 1797             | w służbie |
| „Cumberland”        | Potomac       | I klasa   | 50-działowy                        | 1842–1855           | zamieniony w slup w 1855 roku zatopiony przez CSS „Virginia” w 1862 roku                                     |
| „Cyane”             | Banterer      | III klasa | 22-działowy                        | 1815–1836           | rozebray |
| „Delaware”          |               | III klasa | 20-działowy                        | 1798–1801           | sprzedany |
| „Essex”             |               | II klasa  | 32-działowy                        | 1799–1814           | zdobyty przez Brytyjczyków                                                                                   |
| „Ganges”            |               | III klasa | 24-działowy                        | 1798–1801           | sprzedany |
| „General Greene”    |               | II klasa  | 30-działowy                        | 1799–1805           | zmieniony w hulk zniszczony przez ogień w 1814 roku                                                          |
| „George Washington” |               | III klasa | 24-działowy                        | 1798–1802           | sprzedany |
| „Guerriere”         | Guerriere     | I klasa   | 44-działowy                        | 1814–1841           | rozebrany |
| „Hudson”            |               | I klasa   | 44-działowy                        | 1828–1844           | rozebrana |
| „Independence”      |               | I klasa   | 54-działowy                        | 1836–1912           | Zbudowany w 1814 roku jako 90-działowy okręt liniowy, pomniejszony w 1836, rozebrany w 1915                  |
| „Insurgent”         | Sémillante    | II klasa  | 32-działowy                        | 1799–1800           | utracony na morzu                                                                                            |
| „Java”              | Guerriere     | I klasa   | 44-działowy                        | 1814–1842           | rozebrany w Norfolk                                                                                          |
| „John Adams”        |               | II klasa  | 28-działowy                        | 1799–1867           | pomniejszony do 20-działowej korwety w 1807 roku przebudowany jako fregata 24-działowa w 1812 roku sprzedany |
| „Macedonian”        | Lively        | II klasa  | 38-działowy                        | 1812–1828           | rozebrany w Norfolk                                                                                          |
| „Macedonian”        |               | II klasa  | 36-działowy                        | 1836–1852           | pomniejszony do slupa wojennego w 1852 roku sprzedany w 1871 roku                                            |
| „Merrimack”         |               | III klasa | 24-działowy                        | 1798–1801           | sprzedany |
| „Mohawk”            |               | II klasa  | 38-działowy                        | 1814–1823           | zatopiony |
| „Montezuma”         |               | III klasa | 20-działowy                        | 1798–1799           | sprzedany |
| „New York”          |               | II klasa  | 36-działowy                        | 1800–1814           | spalony przez Brytyjczyków                                                                                   |
| „Philadelphia”      |               | I klasa   | 44-działowy (de facto 36-działowy) | 1799–1804           | zdobyta abordażowany i spalony przez Stephena Decatura                                                       |
| „Plattsburg”        |               | I klasa   |                                    | 1814–1825           | sprzedany |
| „Portsmouth”        |               | III klasa | 24-działowy                        | 1798–1801           | sprzedany |
| „Potomac”           | Potomac       | I klasa   | 50-działowy                        | 1831–1877           | sprzedany |
| „President”         | United States | I klasa   | 44-działowy                        | 1800–1815           | zdobyty przez Brytyjczyków                                                                                   |
| „Raritan”           | Potomac       | I klasa   | 50-działowy                        | 1843–1861           | zniszczona by zapobiec zdobyciu                                                                              |
| „Sabine”            | Sabine        | I klasa   | 52-działowy                        | 1855–1883           | sprzedany |
| „Santee”            | Sabine        | I klasa   | 52-działowy                        | 1855–1912           | zatopiony na redzie                                                                                          |
| „Savannah”          | Potomac       | I klasa   | 50-działowy                        | 1844–1857           | zamieniony w slup w 1857 roku sprzedana w 1883 roku                                                          |
| „St. Lawrence”      | Potomac       | I klasa   | 50-działowy                        | 1848–1875           | sprzedany |
| „Superior”          |               | I klasa   |                                    | 1814–1825           | sprzedany |
| „Trumbull”          |               | III klasa | 24-działowy                        | 1799–1801           | sprzedany |
| „United States”     | United States | I klasa   | 44-działowy                        | 1797–1861 1862–1866 | rozebrany na części                                                                                          |
| „Warren”            |               | III klasa | 24-działowy                        | 1799–1801           | sprzedany |

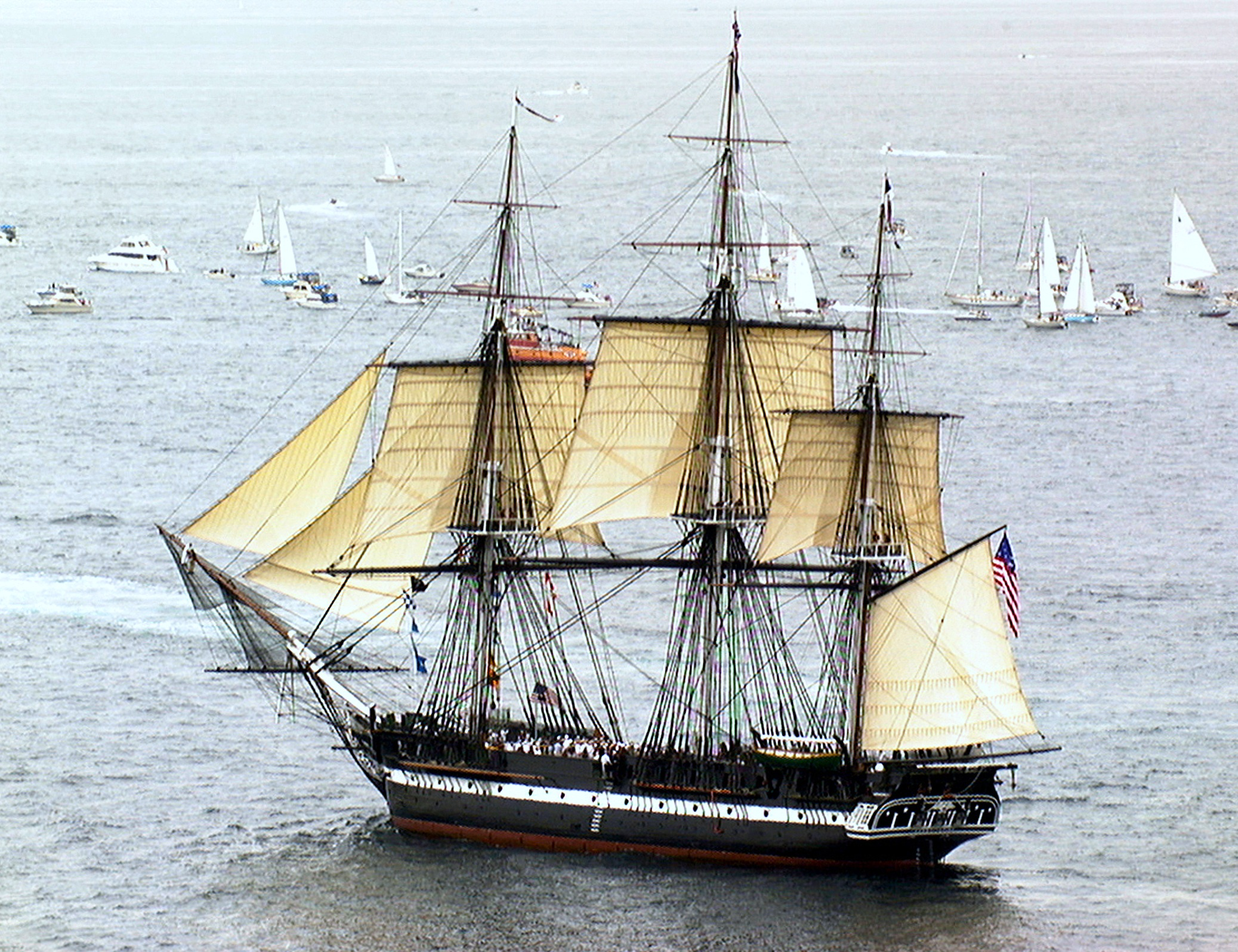
USS "Constitution" w 1987
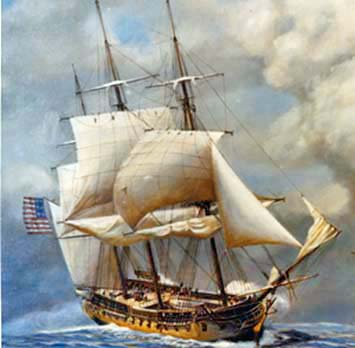
USS "Constellation"
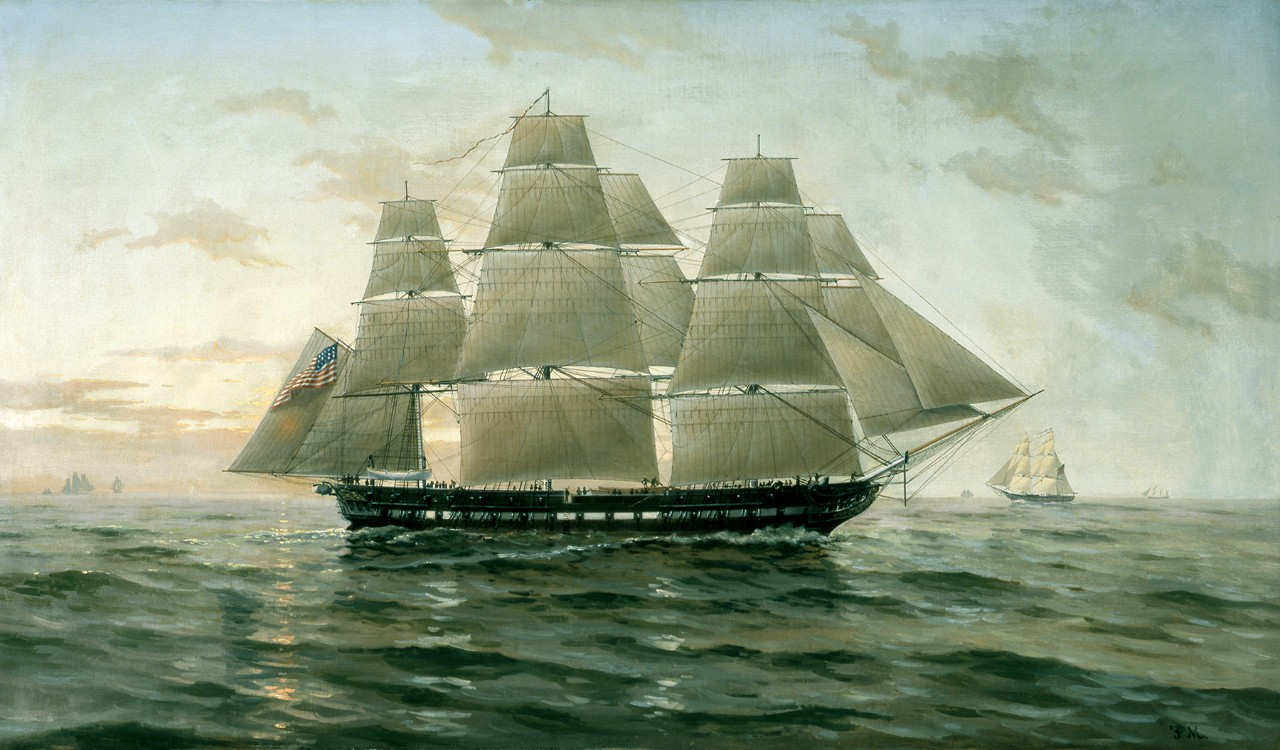
USS "Chesapeake"
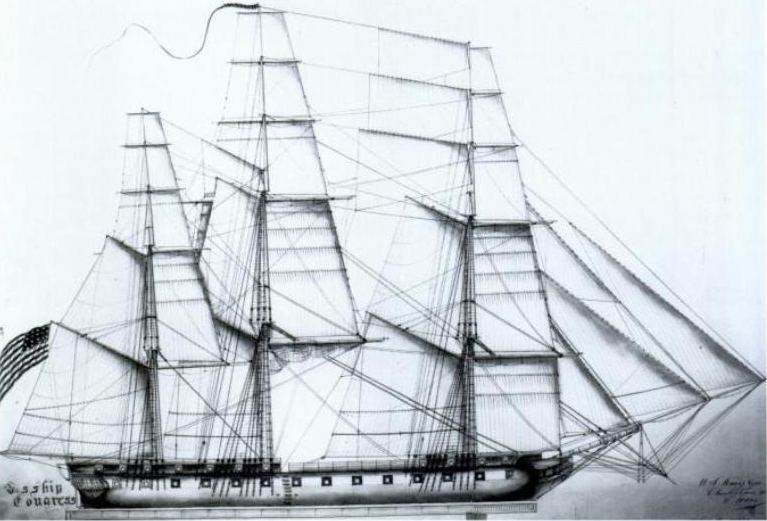
USS "Congress"